# Cirth
Cirth lub kirth (sind. runy; od elfickiego rdzenia kir-, oznaczającego ciąć, rozszczepiać; qya. certar) – jeden z alfabetów opracowanych przez J.R.R. Tolkiena na potrzeby stworzonej przez niego mitologii Śródziemia.

## Fikcyjna historia
Pierwsze runy stworzyli elfowie ze szczepu Sindarów, mieszkający w Beleriandzie. Znaki te były wykorzystywane do tworzenia inskrypcji wyskrobywanych w kamieniu lub nacinanych w drewnie (podobnie jak nordyckie runy). W Drugiej Erze cirth rozprzestrzenił się na wschód Śródziemia, gdzie stał się znany (i zaczął być wykorzystywany) przez krasnoludów, ludzi i orków. Najstarsze runy przedstawiały się następująco:
| Spółgłoski | p | b | mh        | m       |    |
| Spółgłoski | t | d | n         |         |    |
| Spółgłoski | k | g | ng        |         |    |
| Spółgłoski | r | l | ~ h lub s | s lub h | ss |
| Samogłoski | i | u | e         | o       |    |

Przed końcem Pierwszej Ery w Beleriandzie, pod wpływem kontaktu z Ñoldorami i opracowanym przez nich alfabetem tengwar, doszło do uporządkowania i udoskonalenia cirthu. Tradycja przypisywała to dzieło elfowi Daeronowi (minstrelowi i uczonemu z dworu króla Thingola z Doriathu). Z tego względu ta wersja cirthu znana była jako Angerthas Daeron.
Krasnoludowie, mający kontakt z elfami, zaczęli wykorzystywać cirth dla swoich celów. Alfabet ten został przez krasnoludów dostosowany do specyfiki ich języka, khuzdûlu. Odmianę tę zaczęto określać jako Angerthas Moria, czyli Długie szeregi run z Morii. Przykładem wykorzystania Angerthas Moria we Władcy Pierścieni jest górna część napisu na grobie Balina.
Niektórzy krasnoludowie, który w Trzeciej Erze opuścili Khazad-dûm, przenieśli się do Ereboru, gdzie założyli Królestwo pod Górą. Jego mieszkańcy posługiwali się zmodyfikowaną wersją alfabetu, określaną jako styl ereborski (Angerthas Erebor). Przykładem wykorzystania Angerthas Erebor we Władcy Pierścieni jest Księga Mazarbul i dolna część napisu na grobie Balina.

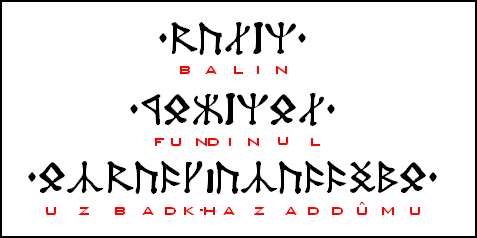
Transkrypcja górnej części napisu z grobu Balina w Morii, zapisanej w Angerthas Moria. Od lewej do prawej zapisano: Balin Fu[nd]inul UzbadKʰazaddûmu (Balin, syn Fundina, władca Morii[9]).
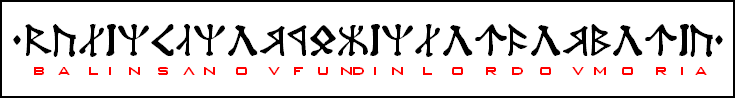
Transkrypcja dolnej części napisu z grobu Balina w Morii, zapisanej w Angerthas Erebor. Od lewej do prawej zapisano: Balin sʌn ov Fu[nd]in lord ov Moria (Balin, syn Fundina, władca Morii)[9].

## Runy księżycowe
Runy księżycowe (ang. moon-letters) były specjalną odmianą pisma krasnoludów. Napis sporządzony runami księżycowymi był widoczny jedynie w świetle księżyca. Istniała także możliwość zapisania tymi runami tekstu, który byłby widoczny jedynie w tej samej dacie (i fazie księżyca), w której został sporządzony.
Litery te pojawiają się jedynie w Hobbicie. W trakcie pobytu w Rivendell uczestnicy wyprawy Thorina dowiadują się, że na mapie Throra znajduje się dopisek, sporządzony runami księżycowymi. Tekst ten ujawnia im, jak dostać się do wnętrza Góry wejściem nieznanym Smaugowi.

## Runy alfabetu
Poniższa ilustracja przedstawia zestawienie run cirthu oraz ich odpowiedników w alfabecie łacińskim. Wartości rozdzielone znakiem pauzy (np. nj-z) oznaczają, że ta sama runa oznacza nj (wartość z lewej) w Angerthas Daeron i z (wartość z prawej) w Angerthas Moria. Wartości wewnątrz nawiasów (np. (y)) używali jedynie elfowie, a wartości oznaczonych gwiazdką – jedynie krasnoludowie.

## Analiza
Austriacki filolog Rufold Simek porównał rozprzestrzenienie się na wschód Śródziemia cirthu i zmiany, wprowadzone w nim (głównie przez krasnoludów), do powstania fuþarku młodszego, powstałego z fuþarku starszego ok. VIII – IX w. n.e. Badacz tolkienowskich języków, Arden R. Smith, zwrócił także uwagę na podobieństwo sytuacji plemion germańskich, przed przyjęciem chrześcijaństwa posługujących się jedynie runami, do sytuacji Sindarów, którzy zetknęli się z Ñoldorami i ich alfabetem po opuszczeniu Valinoru.

## W kulturze popularnej
Na okładce albumu The Broadsword and The Beast z 1982 r. brytyjskiej grupy Jethro Tull znajdują się pierwsze słowa piosenki Broadsword, zapisane cirthem.